# (2437) Amnestia
(2437) Amnestia est un astéroïde de la ceinture principale.

## Description
(2437) Amnestia est un astéroïde de la ceinture principale. Il fut découvert le 14 septembre 1942 à Turku par Marja Väisälä. Il présente une orbite caractérisée par un demi-grand axe de 2,19 UA, une excentricité de 0,15 et une inclinaison de 2,9° par rapport à l'écliptique.

## Compléments